# Font de Sant Just
La font de Sant Just es troba a la plaça homònima de Barcelona, fent cantonada amb els carrers de Lledó i Palma de Sant Just i està catalogada com a bé cultural d'interès local.

## Història
La historiografia dona el 1367 com a data de la seva inauguració i la vincula d'una manera més o menys llegendària a Joan Fiveller, com a descobridor, mentre caçava, d'una deu d'aigua a la serra de Collserola. Segons Pladevall, la font començà a funcionar el 1427. El 1831, arran de la reconstrucció de l'edifici al que està adossada, va ser reformada amb un nou frontis classicista rematat amb una balustrada de terracota. L'any 2003 va tornar a ser restaurada.

## Descripció
Està format per un volum únic i compacte amb una única obertura en forma de rosetó de petites dimensions en una de les façanes laterals. La coberta és plana amb terrat accessible des d'un dels habitatges de l'edifici adjunt. És una obra medieval quant a construcció amb elements classicistes com el frontis i la balustrada. Cal destacar les escultures, tres a cada façana, d'estil gòtic.

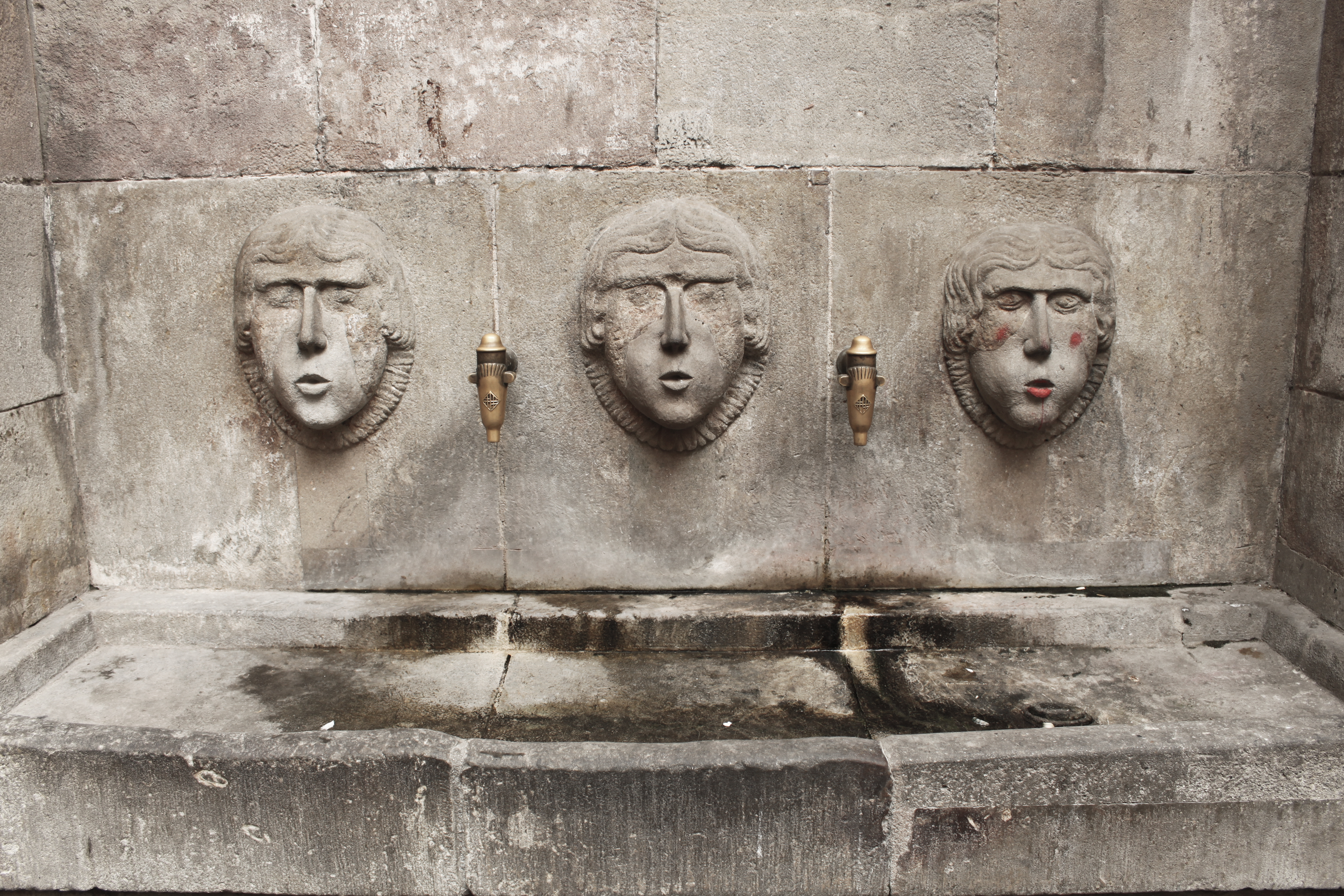
Caps de pedra de la font

La façana principal és un pla rectangular massís de pedra on s'integra un frontis classicista. En aquest frontis s'integra el conjunt de la font dins d'un nínxol emmarcat per un arc de mig punt. A dins es troba la basa d'aigua amb dos brolladors de bronze que surten directament del mur de pedra. A cada costat d'aquests brolladors es presenten tres caps humans, en baix relleu. Per l'alçada de la seva boca i la semblança dels rostres donen la sensació que haurien estat els brolladors originals. Una cornisa clàssica remata el nínxol. Tot el volum petri està coronat per una balustrada d'estil molt senzill i d'època més recent. Com a decoracions hi ha tres elements esculpits en pedra; al centre una escultura de Sant Just sostenint amb una mà la palma del màrtir, i als extrems uns dos escuts, el del rei i el de la ciutat i, entre aquests, el relleu d'un falcó atrapant una perdiu, en record de les caceres d'en Fiveller.
La façana de l'esquerra és igual a la principal però mancada dels elements clàssics afegits. En canvi disposa del petit rosetó circular amb traceria de pedra. La façana de la dreta és la més curta i no té cap obertura. Totes disposen dels elements esculpits en pedra, però substitueixen la figura del sant per un falcó heràldic de perfil.